# Énergie solaire en Bulgarie

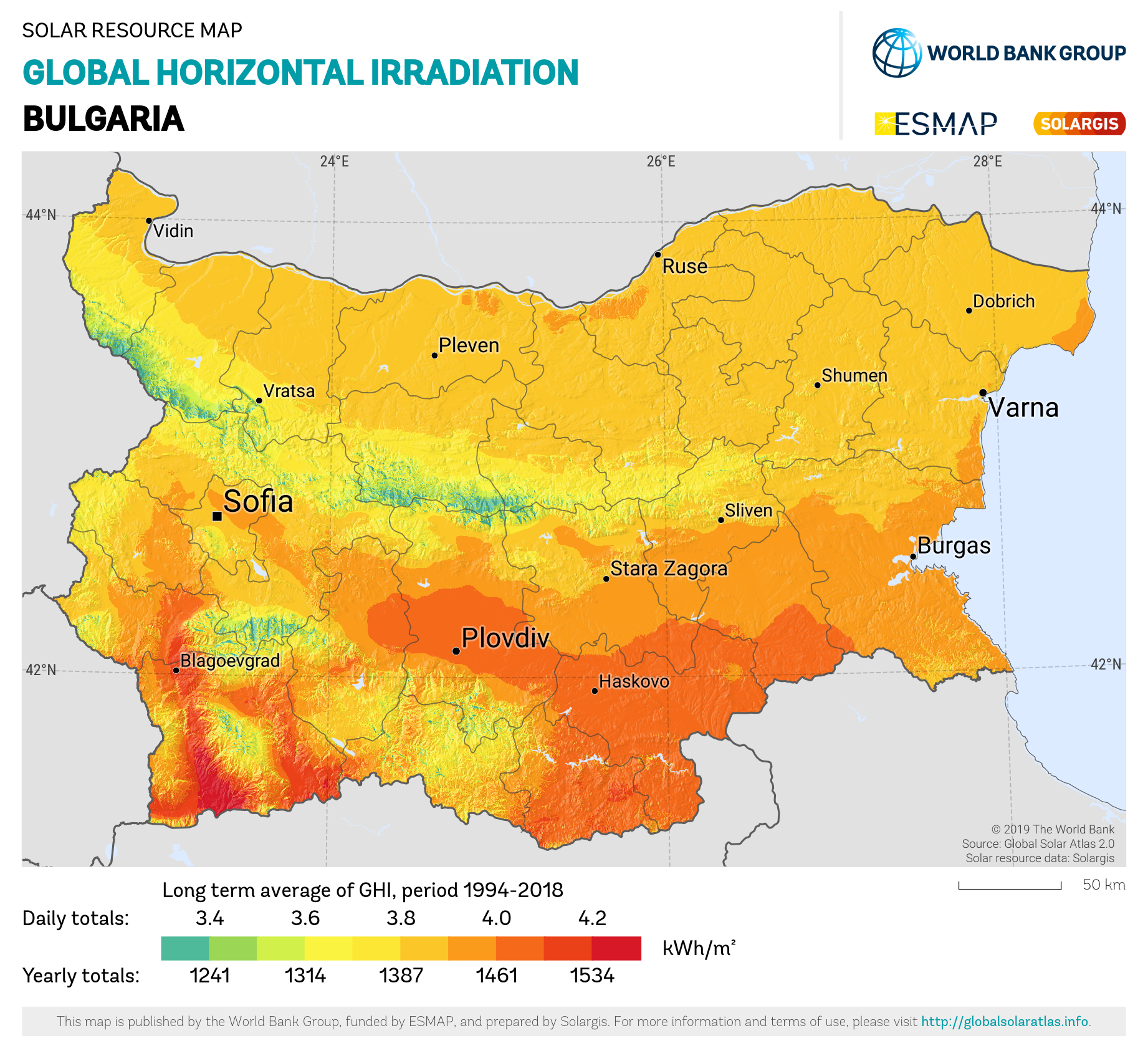
Irradiation solaire en Bulgarie.

L'énergie solaire en Bulgarie a connu une progression rapide depuis 2011 : sa production a été plus que décuplée en deux ans, avant de plafonner à partir de 2013 après la suppression des tarifs d'achat garantis, puis de redémarrer en 2022 et 2023.
La Bulgarie est en 2024 le 12e producteur d'électricité solaire photovoltaïque de l'Union européenne (UE) avec 1,8 % du total de l'UE ; le solaire couvrait 4,1 % de la production d'électricité du pays en 2022 ; l'Agence internationale de l'énergie estime la pénétration théorique du solaire photovoltaïque bulgare à 14,1 % de la production totale d'électricité du pays fin 2024 (moyenne de l'Union européenne : 14,0 %), au 13e rang mondial, loin derrière la Grèce (27,9 %), les Pays-Bas (25,5 %), l'Espagne (24,0 %), la Hongrie (20,6 %), l'Allemagne (19,8 %), mais devant la France (7,3 %).
Sa puissance installée photovoltaïque fin 2024 la classe au 14e rang de l'UE ; sa puissance installée par habitant est au 14e rang de l'UE, supérieure de 4 % à la moyenne de l'UE.

## Solaire photovoltaïque

### Production
Selon EurObserv'ER, la Bulgarie a produit 5 220 GWh en 2024, en progression de 48 %, soit 1,8 % de la production de l'Union européenne (UE), se classant au 12e rang des producteurs photovoltaïques de l'UE, loin derrière l'Allemagne (25,0 %), l'Espagne (18,1 %), l'Italie (12,1 %), la France (8,2 %), les Pays-Bas (7,3 %), la Pologne (5,1 %) et la Grèce (3,4 %).
Selon l'Agence internationale de l'énergie (AIE), la Bulgarie a produit 2 093 GWh d'électricité photovoltaïque en 2022, soit 4,1 % de la production totale d'électricité du pays.
L'AIE estime la pénétration théorique du solaire photovoltaïque bulgare à 14,1 % de la production totale d'électricité du pays fin 2024 (moyenne de l'Union européenne : 14,0 %) ; cette estimation est basée sur la puissance installée au 31/12/2024, donc supérieure à la production réelle de l'année ; cet indicateur de pénétration du solaire place le pays au 13e rang mondial, loin derrière la Grèce (27,9 %), les Pays-Bas (25,5 %), l'Espagne (24,0 %), la Hongrie (20,6 %), le Chili, l'Australie, l'Allemagne (19,8 %), mais devant la France (7,3 %).
| Année | Production (GWh) | Variation | Part prod. élec. |
| 2009  | 3                |           | 0,007 %          |
| 2010  | 15               | +400 %    | 0,03 %           |
| 2011  | 101              | +573 %    | 0,2 %            |
| 2012  | 814              | +706 %    | 1,7 %            |
| 2013  | 1 361            | +67,2 %   | 3,1 %            |
| 2014  | 1 252            | -8,0 %    | 2,6 %            |
| 2015  | 1 383            | +10,5 %   | 2,8 %            |
| 2016  | 1 386            | +0,2 %    | 3,1 %            |
| 2017  | 1 403            | +1,2 %    | 3,1 %            |
| 2018  | 1 342            | -4,3 %    | 2,9 %            |
| 2019  | 1 417            | +5,6 %    | 3,2 %            |
| 2020  | 1 468            | +3,6 %    | 3,6 %            |
| 2021  | 1 466            | -0,1 %    | 3,1 %            |
| 2022  | 2 093            | +43 %     | 4,1 %            |
| 2023  | 3 521            | +68 %     |                  |
| 2024  | 5 220            | +48 %     |                  |

En 2023, selon EurObserv'ER, la Bulgarie a produit 3 335 GWh, en progression de 59 %, se classant au 13e rang des producteurs photovoltaïques de l'Union européenne (UE) avec 1,4 % de la production de l'UE, loin derrière l'Allemagne (25,1 %), l'Espagne (17,6 %), l'Italie (12,6 %), la France (9,5 %), les Pays-Bas (8,7 %) et la Pologne (4,7 %).
Selon EurObserv'ER, la Bulgarie a produit 2 023 GWh en 2022, se classant au 14e rang des producteurs photovoltaïques de l'Union européenne (UE) avec 1 % de la production de l'UE, loin derrière l'Allemagne (29,6 %) et l'Espagne (14,4 %), et devant la France (10,0 %).
La production photovoltaïque de la Bulgarie atteignait 1,4 TWh (estimation) en 2019 contre 1,34 TWh en 2018 ; la Bulgarie se situe en 2019 au 12e rang européen des producteurs d'électricité photovoltaïque avec 1,1 % du total européen, loin derrière l'Allemagne (47,5 TWh) et l'Italie (23,7 TWh).
La production solaire couvrait 3,9 % de la consommation d'électricité bulgare sur la période de mi-2017 à mi-2018, loin derrière l'Italie (7,3 %), la Grèce (7,1 %), l'Allemagne (6,9 %) et l'Espagne (4,75 %), mais loin devant la France (1,95 %).
La Bulgarie était en 2014 le 10e producteur d'électricité solaire photovoltaïque d'Europe avec 1,4 % du total européen.

### Puissance installée
En 2024, 1 660 MWc ont été installés en Bulgarie, soit 2,8 % des nouvelles installations de l'Union européenne (UE), au 12e rang des marchés de l'UE, loin derrière l'Allemagne (24,2 %), l'Espagne (13,1 %), l'Italie (10,8 %), la France (8,4 %), la Pologne (7,3 %), les Pays-Bas (5,2 %) et la Grèce (4,3 %). La puissance installée du parc photovoltaïque bulgare atteint 4 568 MWc, en progression de 57 %, soit 1,5 % du total de l'UE, au 14e rang européen, loin derrière l'Allemagne (89 130 MWc, 29,1 %), l'Espagne (37 438 MWc, 12,2 %), l'Italie (35 819 MWc, 11,7 %), la France (24 878 MWc, 8,1 %), les Pays-Bas (23 904 MWc, 7,9 %) et la Pologne (20 945 MWc, 6,6 %).
La puissance installée par habitant s'élevait à 708,7 Wc fin 2024, au 14e rang européen, supérieure de 4 % à la moyenne européenne (682 Wc), loin derrière les Pays-Bas (1 357,6 Wc), l'Allemagne (1 068 Wc) et l'Autriche (941,2 Wc) ; la France est au 20e rang avec 363,4 Wc.
| Année | Puissance installée (MWc) | Variation |
| 2008  | 1,4                       |           |
| 2009  | 5,7                       | +307 %    |
| 2010  | 33                        | +479 %    |
| 2011  | 133                       | +303 %    |
| 2012  | 915                       | +588 %    |
| 2013  | 1 019                     | +11 %     |
| 2014  | 1 020                     | +0,1 %    |
| 2015  | 1 020                     | 0         |
| 2016  | 1 028                     | +0,8 %    |
| 2017  | 1 035,6                   | +0,7 %    |
| 2018  | 1 032,7                   | -0,3 %    |
| 2019  | 1 065                     | +3 %      |
| 2020  | 1 097,4                   | +3 %      |
| 2021  | 1 275                     | +16 %     |
| 2022  | 1 737                     | +36 %     |
| 2023  | 2 908                     | +67 %     |
| 2024  | 4 568                     | +57 %     |

En 2023, 1 355 MWc ont été installés en Bulgarie, soit 2,6 % des nouvelles installations de l'Union européenne (UE), au 11e rang des marchés de l'UE, loin derrière l'Allemagne (27,5 %), l'Espagne (13,7 %), l'Italie (9,9 %), la Pologne (9,2 %) et les Pays-Bas (8,1 %). La puissance installée du parc photovoltaïque bulgare atteint 3 092 MWc, en progression de 78 %, soit 1,2 % du total de l'UE, au 14e rang européen, loin derrière l'Allemagne (32 %), l'Espagne (11,9 %), l'Italie (11,8 %), les Pays-Bas (9,3 %) et la France (8 %).
La Bulgarie a installé 451 MWc en 2022 ; sa puissance installée cumulée atteint 1 726 MWc fin 2022, au 15e rang européen.
La Bulgarie n'a installé que 32,3 MWc en 2019 ; sa puissance installée cumulée atteint 1 065 MWc fin 2019, au 15e rang européen.
En 2015, la Bulgarie n'a installé que 0,1 MWc en photovoltaïque ; sa puissance cumulée de 1 020,5 MWc fin 2015 la classe au 11e rang européen et au 22e rang mondial ; depuis que les tarifs d'achat garantis ont été supprimés et que les contrats existants ont été rendus rétroactivement moins favorables, le marché est bloqué.
En 2014, la Bulgarie n'a installé que 1,6 MWc en photovoltaïque ; sa puissance cumulée de 1 022 MWc fin 2014 la classait au 20e rang mondial ; depuis que les tarifs d'achat garantis ont été supprimés, le marché est bloqué. La Bulgarie est au 10e rang européen pour sa puissance installée photovoltaïque.

### Principales centrales photovoltaïques
- Karadzhalovo[16],[17] : 60,4 MWc (214 000 panneaux PV), mise en service en mars 2012 à Parvomay dans la province de Plovdiv ;
- Pobeda[18],[19] : 50,6 MWc, mise en service en 2012 à Pobeda dans la province de Pleven ;
- Cherganovo[18] : 30 MWc ;
- Zdravetz[20] : centrale solaire de 16,2 MWc mise en service en juin 2012, composée de quatre parcs solaires de 3 à 5 MWc chacun construits sur les terrains d'anciennes mines de charbon. L'électricité produite par cette centrale sera vendue 0,30 €/kWh durant 20 ans, suivant l'accord d'achat d'électricité à prix fixe signé.

## Solaire thermique
La filière solaire thermique est représentée par 8 000 m² de capteurs, équivalant à 5,6 MWth.